# Balcani
Balcani – wieś w Rumunii, w okręgu Bacău, w gminie Balcani. W 2011 roku liczyła 1088 mieszkańców.